# 田中えみ
田中 えみ（たなか えみ、1986年10月24日 - ）は、日本の女優。北海道出身。

## 略歴・人物
2009年、オーディションに合格。その年のフジテレビドラマ「BOSS」で女優デビューした。
趣味は写真、全身タイツ。特技はクラシックバレエ、競技スキー、歌。

## エピソード
- 飼い猫の名前はプーチン。第2代ロシア連邦大統領ウラジーミル・プーチンにちなんだ。

## 出演

### テレビ
- BOSS 第5話（フジテレビ、2009年）
- アンタッチャブル〜事件記者・鳴海遼子〜（ABCテレビ、2009年）
- ギネ 産婦人科の女たち（日本テレビ、2009年）
- MW-ムウ-第0章〜悪魔のゲーム〜（日本テレビ、2009年）
- 伝えたい!僕らの夢 聴導犬が教えてくれたチカラ〜あすなろ学校の物語〜（TBS、2009年）
- 泣かないと決めた日（フジテレビ、2010年）
- うぬぼれ刑事第6話（TBS、2010年）
- NHK高校講座 数学I（NHK教育、2010年4月 - 2012年2月）
- Dr.伊良部一郎 第7話（テレビ朝日、2011年）- 保育士 役
- ハガネの女 season2 第1話（テレビ朝日、2011年）
- 湘南まるごと〜どっちすき！？：番組オリジナルドラマ「まるごと好きだった」(ジェイコム湘南、2011年)
- 刑事のまなざし 第7話（TBS、2013年） - 榎本理香 役
- 警視庁捜査一課9係 season9 第7話（テレビ朝日、2014年） - 佐藤真希 役
- デート〜恋とはどんなものかしら〜 第3話（2015年2月2日、フジテレビ） - 秘書 役
- 孤独のグルメ Season5 第2話（2015年10月10日、テレビ東京） - 受付嬢 役
- アンダーウェア　第12話(Netflix Originalドラマ、2015年)
- 相棒 Season14 第13話（2016年1月27日、テレビ朝日） - 加納美咲 役
- 人形佐七捕物帳 第8話（2017年1月10日、BSジャパン） - かしく 役
- コードネームミラージュ（2017年、テレビ東京） - 新里美乃 役
- 要博士の異常な映画愛（2017年10月 - 12月、テレビ東京）
- 暴太郎戦隊ドンブラザーズ ドン1・5・10話（2022年、テレビ朝日）- 金村花子 役[1]

### 映画
- シン・ゴジラ（2016年）[2]
- 劇場版 コード・ブルー –ドクターヘリ緊急救命–（2018年） - 雪村若葉 役

### 劇場アニメ
- かぐや姫の物語（2013年）

### CM・スチール
- 日本ケンタッキー「ケンタッキーフライドチキン」（2006年）
- ライオン「クリニカ」〜かじる編〜（2009年）
- JINRO「hite ZERO」〜white loves hite篇〜（2010年）
- FUJITSU「Floral Kiss SURPRISE」(2014年)
- 日本生命保険相互会社「フェイス・トゥ・フェイス」篇(2015年)
- ベストブライダル「みんなのしあわせ家族挙式」(2015年)
- レイコップ「キレイふかふか」篇(2015年)
- NEXCO中日本
- ユニ・チャーム「オヤスミマン」変身篇(2015年)
- 持田ヘルスケア「コラージュフルフルプレミアム」(2018年)
- 池田模範堂 MUHIバストップケア「バストアンバサダー」篇 (2021年) - 筧美和子と共演

### 雑誌
- 月刊オーディション8月号（白夜書房、2009年）
- TV LIFE（学研、2009年）
- TV ぴあ（ぴあ、2009年）
- TV Japan8月号（東京ニュース通信社、2009年）

### その他
- ミス東洋英和（2005年）